# Barro Duro
Barro Duro là một đô thị thuộc bang Piauí, Brasil. Đô thị này có diện tích 131,116 km², dân số năm 2007 là 6664 người, mật độ 50,83 người/km².